# Electroeyaculación
La electroeyaculación es un procedimiento usado para obtener muestras de semen de machos mamíferos sexualmente maduros. Esta técnica se aplica en programas de mejoramiento y de investigación en varias especies, como también en el tratamiento de anaeyaculación y disfunciones eyaculatorias en humanos. 
La electroeyaculación suele llevarse a cabo bajo anestesia general. Se inserta una sonda eléctrica dentro del recto adyacente a la próstata. La sonda emite una leve corriente eléctrica que estimula los nervios cercanos, resultando en la contracción de los músculos pélvicos, y eyaculando. Es un procedimiento usual de la técnica de la inseminación artificial en grandes mamíferos, particularmente toros y algunos otros animales domésticos, tanto como en humanos con ciertos tipos de parálisis o disfunción eréctil.

## Electroeyaculación en humanos
La Electroeyaculación por Sonda Rectal (ESR) es también utilizada en hombres que requieren de una muestra de esperma porque están implicados en un tratamiento de reproducción asistida pero que no pueden extraerla debido a diversos problemas. Este procedimiento se implementó en 1948 y fue diseñado específicamente para ayudar a ciertos grupos de hombres que luchaban por curar sus problemas de infertilidad. Se usa sobre todo en:
-Hombres con lesiones neurológicas: Sólo en los EE. UU. cada año existen más de 10 000 personas que sufren lesiones en la médula espinal. Las lesiones en la médula espinal causan dificultades para mantener una erección y para lograr una eyaculación. De hecho, sólo el 5% de los varones que padecen de lesiones en la médula espinal serán capaces de concebir un bebé junto a su pareja sin necesidad de recurrir a algún tipo de asistencia médica. Aquellos varones que padecen de lesiones en la médula espinal, frecuentemente, presentan un alto conteo espermático, pero su esperma no cuenta con la suficiente calidad (por ejemplo: padecen de poca motilidad); provocando que el esperma permanezca atrapado dentro del cuerpo del hombre por un extenso período de tiempo. 
-Hombres con diabetes: Alrededor del 50% de los hombres diabéticos podrán llegar a sufrir alguna clase de disfunción sexual. Algunos de estos problemas de infertilidad provienen o tienen su raíz en factores psicológicos, mientras que otros surgen como el resultado de daños o lesiones en sus nervios, o por problemas circulatorios causados por la propia diabetes. 
-Hombres con esclerosis múltiple (EM): La esclerosis múltiple es una enfermedad que ataca el sistema nervioso central, y que -en la mayor parte de los casos- provoca infertilidad en los hombres; ya que la misma inhibe los movimientos y la recepción y la respuesta nerviosa del cuerpo.
Los eyaculados que se consiguen mediante estímulos eléctricos pueden llegar a ser de buena calidad en lo que respecta al número de espermatozoides, sin embargo, suelen ser bastante deficitarios en términos de la movilidad de los mismos.
Habitualmente, el porcentaje de espermatozoides móviles no sobrepasa el 15%, considerando como normal un número superior al 45%. Por ello, frecuentemente, se requiere preparar la muestra de semen en el laboratorio para mejorar la capacidad fecundante de los espermatozoides.

## Procedimiento
La ESR requiere de una sonda rectal y un dispositivo que le transmita corriente eléctrica. Este procedimiento es extremadamente seguro y tarda alrededor de 30 minutos: induce la erección y la posterior eyaculación. 
- 1.º Se introduce en la vejiga del paciente un catéter con el fin de vaciarla por completo. En el caso en el que la vejiga del paciente sea particularmente ácida se le realizaría un lavado de vejiga mediante un tratamiento con bicarbonato sódico para evitar que los espermatozoides mueran debido a la acidez del medio. Una vez que se libera el contenido de la eyaculación, se recolecta y prepara para luego ser utilizado en algún procedimiento de inseminación artificial.

- 2.º Se le somete a anestesia general (en el caso de los pacientes con la espina dañada no sentirán ningún dolor) por ello se suele realizar en hospitales o en clínicas preparadas para tal efecto.

- 3.º Una vez que el anestésico comience a surtir efecto, se recuesta al paciente sobre su lado derecho y se le inserta un proctoscopio (tubo lubricado, de material plástico o metálico) con el fin de asegurarse que la mucosa rectal no estuviera lesionada.

- 4.º Una vez comprobado el estado de la mucosa rectal, se inserta una sonda en el recto. Dicha sonda estará unida a un dispositivo de corriente eléctrica, el cual enviará la corriente necesaria hacia su membrana rectal. La sonda se encarga de estimular las paredes del recto incrementando su intensidad a intervalos de 4 segundos. El voltaje de la corriente se irá elevando gradualmente hasta que alcance los 10 voltios. Si tras todo este procedimiento no se consigue la eyaculación se sigue aumentando el voltaje pero esta vez muy lentamente. La mayor parte de los pacientes logran eyacular cuando se les aplica unos 20 voltios.

- 5.º A la vez que la sonda actúa un asistente médico debe masajear la glándula prostática y la uretra. Una vez que se logre la eyaculación, dicho asistente recogerá las sustancias provenientes de la misma y las colocará en un envase/recipiente esterilizado.

- 6.º Luego se prepara la muestra para realizar la fertilización in vitro, ICSI o para congelarlo, y así utilizarlo en un futuro.

- 7.º Por último se le insertará otro proctoscopio en el recto para poder verificar y descartar la posibilidad de que alguna clase de trauma o daño pudiera haber ocurrido durante el procedimiento.

### Ventajas e inconvenientes de la técnica
Una de las ventajas ya mencionadas es que una vez recogido el eyaculado éste puede servir para cualquier técnica de inseminación artificial donde las probabilidades de concebir un bebé ya están a merced de la técnica de inseminación escogida.
El principal inconveniente que puede presentar este tipo de técnicas es su nula cobertura por los seguros médicos pudiendo costar dicho tratamiento junto con la inseminación artificial alrededor de 8.000 a 12.000 euros.
Otros inconvenientes que puede presentar la técnica están relacionados con las posibles complicaciones que podrían surgir.
A pesar de ser un procedimiento muy seguro, en algunos casos, el uso de anestesia general podría acarrear el riesgo de generar posibles traumas, incluso hasta podría llegar a poner en peligro la vida del paciente; como en cualquier operación. Sin embargo estos riesgos ocurren muy a menudo y raras veces llegan a manifestarse.
Además a veces se pueden provocar quemaduras menores en la zona del recto si la sonda eléctrica hubiera alcanzado altas temperaturas. Es por ello que la temperatura de la sonda eléctrica deberá ser monitoreada constantemente durante el procedimiento, y así verificar que la misma no exceda los 39 °C (102 °F), si llegara a alcanzar esta temperatura, la misma sería inmediatamente enfriada o extraída de su recto. 
Los varones que padecieran lesiones en su médula ósea correrían mayores riesgos de desarrollar presión arterial extremadamente elevada, conocida con el nombre de hiperreflexia autonómica. Por lo general, a este grupo de pacientes de alto riesgo, se le suministrarán una serie de medicamentos formulados para disminuir la presión arterial elevada/hipertensión arterial, antes de que se lleve a cabo este procedimiento.